# Plaine de Nullarbor
Localisation
La plaine de Nullarbor est une écorégion terrestre située au sud-est de l'Australie-Occidentale et à l'est de l'Australie-Méridionale, plate, presque sans arbre, aride ou semi-aride, qui se trouve immédiatement au nord de la grande baie australienne. Elle fait partie de l'écozone australasienne et du biome des déserts et terres arbustives xériques.
Le terme de « Nullarbor » est formé sur les mots latins nullus, « nul », et arbor, « arbre ». Les Aborigènes ont donné à cette région le nom de Oondiri qui signifie « sans eau ». C'est le plus grand plateau au monde de calcaire (datant de l'Oligocène au Miocène) d'un seul tenant ; il occupe une superficie d'environ 200 000 km2.

## Histoire
Avant l'arrivée des Européens, la région était habitée par des populations aborigènes semi-nomades : les Mirning et Yinyila. 
Les Européens voulurent très vite explorer la région malgré les conditions de vie très difficiles dans cette région. Le premier Européen à l'avoir traversée, Edward John Eyre, la dépeint comme une « anomalie hideuse, une erreur de la Nature, un paysage de cauchemar ».

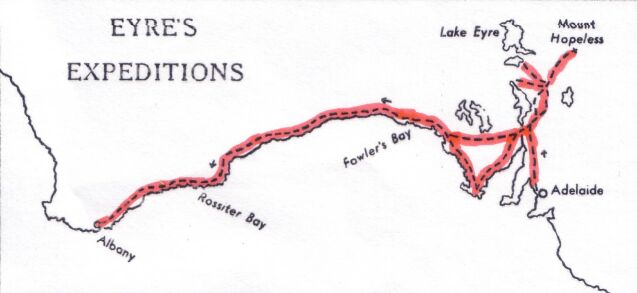
Le trajet d'Eyre

Eyre partit de Fowler's Bay en Australie-Méridionale le 17 novembre 1840 avec John Baxter, un Irlandais condamné à l'exil en Australie en 1826 puis libéré 5 ans plus tard pour bonne conduite, et trois aborigènes. Après la mort de trois de leurs chevaux par déshydratation, ils durent revenir à leur point de départ pour mieux préparer leur expédition.
Ils repartirent le 25 février 1841. Le 29 avril, le groupe atteignit Caiguna. Le manque de nourriture et d'eau provoqua une mutinerie du groupe. Deux aborigènes tuèrent Baxter et s'enfuirent avec une partie des réserves de nourriture. Eyre et le troisième aborigène, Wylie, continuèrent leur voyage et survécurent tant bien que mal en ayant eu tout de même la chance de pouvoir recevoir de la nourriture de l'équipage d'un baleinier français ancré à Rossiter. Ils arrivèrent à l'actuelle Albury en juin 1841.
Par la suite, il fut envisagé de créer un État qui se serait appelé Auralia (c'est-à-dire « le pays de l'or »), qui aurait compris la région des Goldfields, la partie ouest de la plaine de Nullarbor et la ville d'Esperance. Cet État aurait eu Kalgoorlie pour capitale.
De 1912 à 1917 fut construite la voie ferrée trans-australienne. Pour ce chantier on utilisa des dromadaires qui, relâchés à la fin des travaux, sont devenus sauvages et se sont multipliés dans la région.
Les aborigènes durent quitter l'Oondiri pendant les essais nucléaires britanniques à Maralinga dans les années 1950. Depuis, ils ont été dédommagés et ont pu revenir sur leur territoire. En réalité, beaucoup ne sont jamais partis car, pour éviter les fuites, ils ne furent pas prévenus des essais.

## Géographie

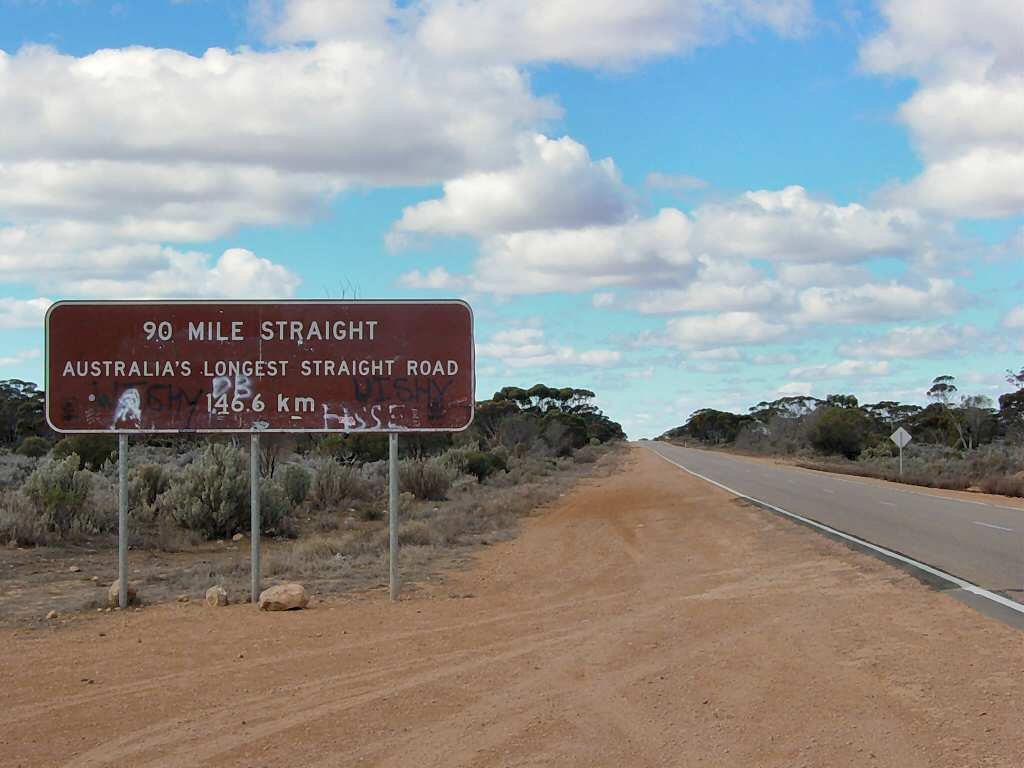
La route Eyre Highway dans le Nullarbor : panneau indiquant le début de la ligne droite de 90 miles (146,6 km).

L'emplacement de la plaine de Nullarbor était sous les eaux jusqu'au Miocène il y a 15 Ma : la tectonique a alors soulevé l'ensemble de la région et l'érosion de cette vaste étendue calcaire a abouti à l'immense plaine plate actuelle.
Lors des glaciations quaternaires, le niveau des océans était plus bas qu'aujourd'hui, et le climat plus pluvieux : le massif calcaire a été alors karstifié et abrite des cavités naturelles spectaculaires par leurs dimensions ou par la présence de lacs souterrains. Depuis la fin des glaciations et la remontée de son niveau, l'océan pénètre par endroits dans ces galeries souterraines (d'autant que la pluviométrie a beaucoup diminué) et est à l'origine de geysers maritimes à plusieurs centaines de mètres de la côte. 
Un des sites les plus connus et ouvert au public est celui des grottes de Murrawijinie (en) en Australie-Méridionale. La plupart des autres ne peuvent être visitées qu'avec l'accord du ministère de l'environnement.
La voie ferrée trans-australienne travers la plaine d'Est en Ouest, reliant Port Augusta en Australie-Méridionale à Kalgoorlie en Australie-Occidentale : elle comprend la plus longue portion de ligne droite au monde sur 478 km, entre le point kilométrique 797 à l'ouest d'Ooldea et le point 1275 à l'ouest de Loongana, et constitue un axe de fret stratégique entre l'Australie-Occidentale et les États de l'Est. L'Indian Pacific, train de voyageurs reliant Perth et Sydney en quatre jours et nuitées, circule aussi sur cette ligne.
La végétation de la région est formée essentiellement de plantes xérophiles, sclérophylles et halophytes. La plus grande partie de la région est incluse dans le parc national de Nullarbor.
En raison de l'aridité du climat, les météorites qui tombent sur la région sont bien conservées ; dans la région de Mundrabilla (en), on en a découvert pesant plusieurs tonnes.

## Climat
Le climat de la région est typiquement désertique avec des températures maximales pouvant atteindre 48,5 °C en journée alors qu'il gèle la nuit. La moyenne des précipitations à Cook est de 179,7 mm/an.

## Littérature
- Nullarbor, David Fauquemberg : roman dont l'intrigue se déroule en Australie, et notamment dans la plaine de Nullarbor[6].
- L'Homme des deux tribus (The Man of Two Tribes, 1956), Arthur Upfield : lorsqu'une femme descendue du train en chemise de nuit au milieu du désert australien est portée disparue, l'inspecteur Napoléon Bonaparte entreprend une longue traque dans ce milieu hostile dans l'espoir de la retrouver.